# Gouvernement Yanev I
Pour l’article homonyme, voir Gouvernement Yanev.
République de Bulgarie
Borissov III Yanev II
Le premier gouvernement Yanev (en bulgare : Правителство на Стефан Янев 1) est le gouvernement d'office de la république de Bulgarie en fonction du 12 mai 2021 au 16 septembre 2021.

## Historique et coalition
Dirigé par le Premier ministre indépendant Stefan Yanev, ce gouvernement exerce la direction de l'État jusqu'à la tenue des élections législatives anticipées du 11 juillet 2021. À ce titre, il n'est constitué et soutenu par aucun parti politique, l'Assemblée nationale se trouvant dissoute.
Il est formé à la suite de l'échec de la formation d'un gouvernement à la suite des élections législatives d'avril 2021.
Il succède donc au gouvernement du conservateur Boïko Borissov, constitué par une coalition entre les Citoyens pour le développement européen de la Bulgarie (GERB) et les Patriotes unis (OP).

## Composition
| Portefeuille                                                         | Titulaire | Titulaire        | Parti |
| -------------------------------------------------------------------- | --------- | ---------------- | ----- |
| Premier ministre                                                     |           | Stefan Yanev     | Sans  |
| Vice-Premier ministre Ministre du Travail et de la Politique sociale |           | Galab Donev      | Sans  |
| Vice-Premier ministre Ministre de l'Intérieur                        |           | Boyko Rashkov    | Sans  |
| Vice-Premier ministre Chargé des Fonds européens                     |           | Atanas Pekanov   | Sans  |
| Ministre des Finances                                                |           | Asen Vassilev    | Sans  |
| Ministre de la Défense                                               |           | Georgi Panayotov | Sans  |
| Ministre de la Santé                                                 |           | Stoycho Katsarov | Sans  |
| Ministre du Développement régional et des Travaux publics            |           | Violeta Komitova | Sans  |
| Ministre de l'Éducation et de la Science                             |           | Nikolaï Denkov   | Sans  |
| Ministre des Affaires étrangères                                     |           | Svetlan Stoev    | Sans  |
| Ministre de la Justice                                               |           | Yanaki Stoilov   | BSP   |
| Ministre de la Culture                                               |           | Velislav Minekov | Sans  |
| Ministre de l'Environnement et de l'Eau                              |           | Asen Lichev      | Sans  |
| Ministre de l'Agriculture, de l'Alimentation et des Forêts           |           | Hristo Bozukov   | Sans  |
| Ministre des Transports et des TIC                                   |           | Georgi Todorov   | Sans  |
| Ministre de la Jeunesse et des Sports                                |           | Daniela Dasheva  | Sans  |
| Ministre de l'Économie                                               |           | Kiril Petkov     | Sans  |
| Ministre de l'Énergie                                                |           | Andrey Zhivkov   | Sans  |
| Ministre du Tourisme                                                 |           | Stela Baltova    | Sans  |
| Ministre de la Jeunesse et des Sports                                |           | Andrey Kuzmanov  | Sans  |